# الفصل بين الجنسين في إيران
الفصل الجنسي في إيران له تاريخ طويل ومعقد. ولا يحدث هذا الفصل في أغلب المناطق في إيران، بما في ذلك الجامعات.

## فترة رضا شاه بهلوي
كان رضا شاه بهلوي معارضًا للفصل الجنسي، وأمر جامعة طهران بتسجيل أول فتاة للدراسة بها في عام 1936. وقد فرض رضا شاه بهلوي على النساء خلع الحجاب قسرًا وعزز تعليمهم على نفس طريقة أتاتورك في تركيا.

## بعد الثورة الإسلامية
عندما دعا روح الله الخميني النساء للمشاركة في المظاهرات العامة وكسر حظر التجول الليلي، انطلقت الملايين من النساء اللائي لم يكن يحلمن بمغادرة منازلهن بدون إذن من أزواجهن أو أولياء أمورهن أو تواجدهن معهن، ونزلن إلى الشوارع. وقد نزعت دعوة الخميني للثورة ضد محمد رضا شاه أي شكوك موجودة في عقول العديد من المسلمات الملتزمات حول صحة فكرة النزول إلى الشوارع أثناء النهار أو أثناء الليل. ومع ذلك، وبعد الثورة الإسلامية، أعلن الخميني علنًا أنه لا يوافق على الاختلاط بين الجنسين.
وقد فضل الخميني المدارس أحادية الجنس في خطابه في مولد فاطمة بنت محمد، عندما قال:
وقد فُرِض الفصل الجنسي في الأماكن العامة مثل الشواطئ أو حمامات السباحة، وطُبِّقَ قانونًا.

## قواعد الملابس

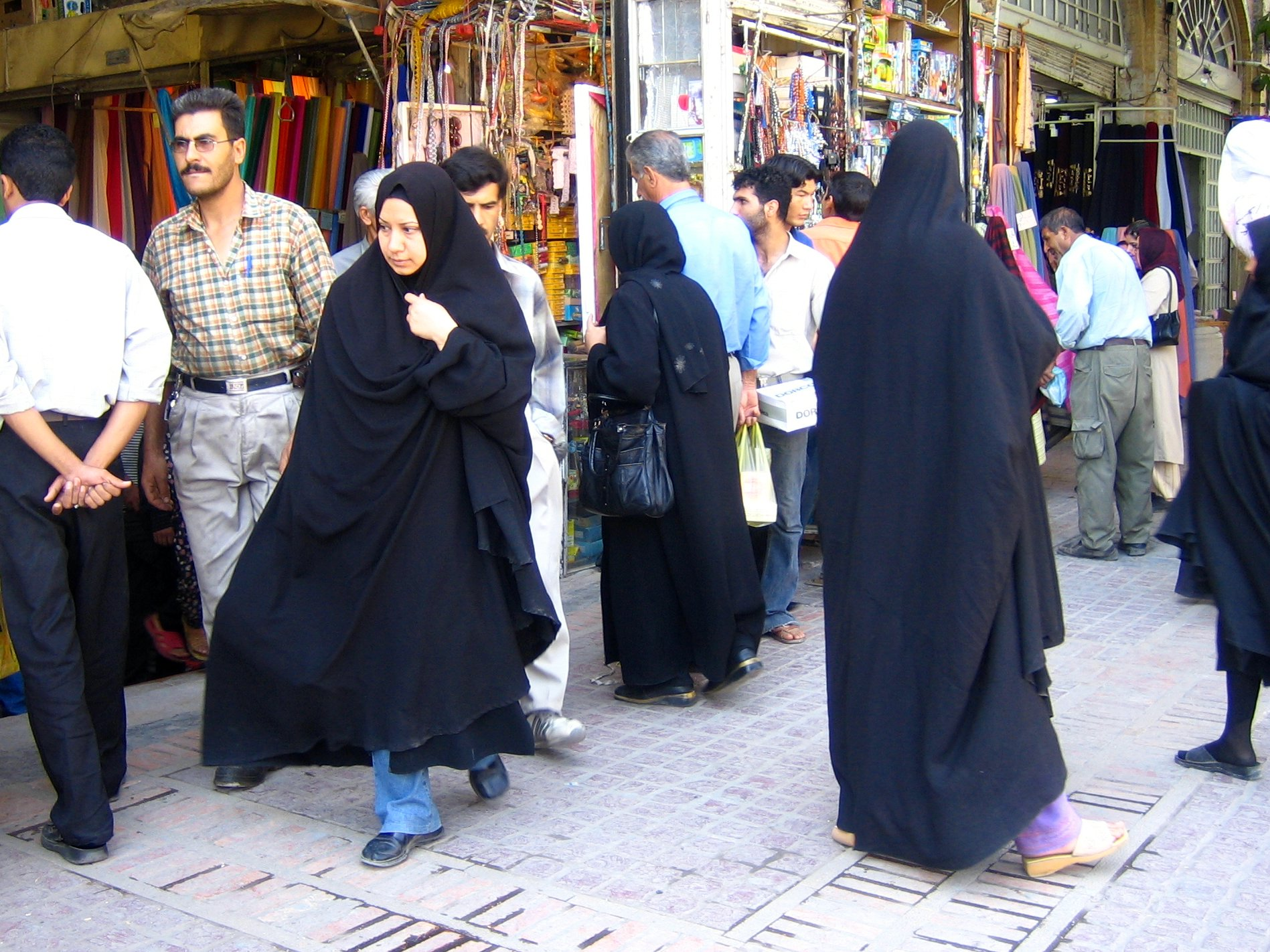
نساء ترتدين الشادور في بازار في شيراز

بعد الثورة، أصدر البرلمان قرارًا بفرض الحجاب على كل النساء، ولأول مرة، تمت كتابة القواعد التي تصف الحجاب على أنه اللبس المناسب للنساء في القوانين.
بموجب قواعد الملابس، يجب أن تراعي ملابس النساء الشروط التالية:
- يجب أن تغطي النساء كامل الجسم، باستثناء الوجه واليدين (من المعصم إلى آخر الأصابع).[6] ورغم ذلك، فإن العديد من النساء في السنوات الأخيرة يرتدين الملابس الملونة في الأماكن العامة.